# Mount Everest

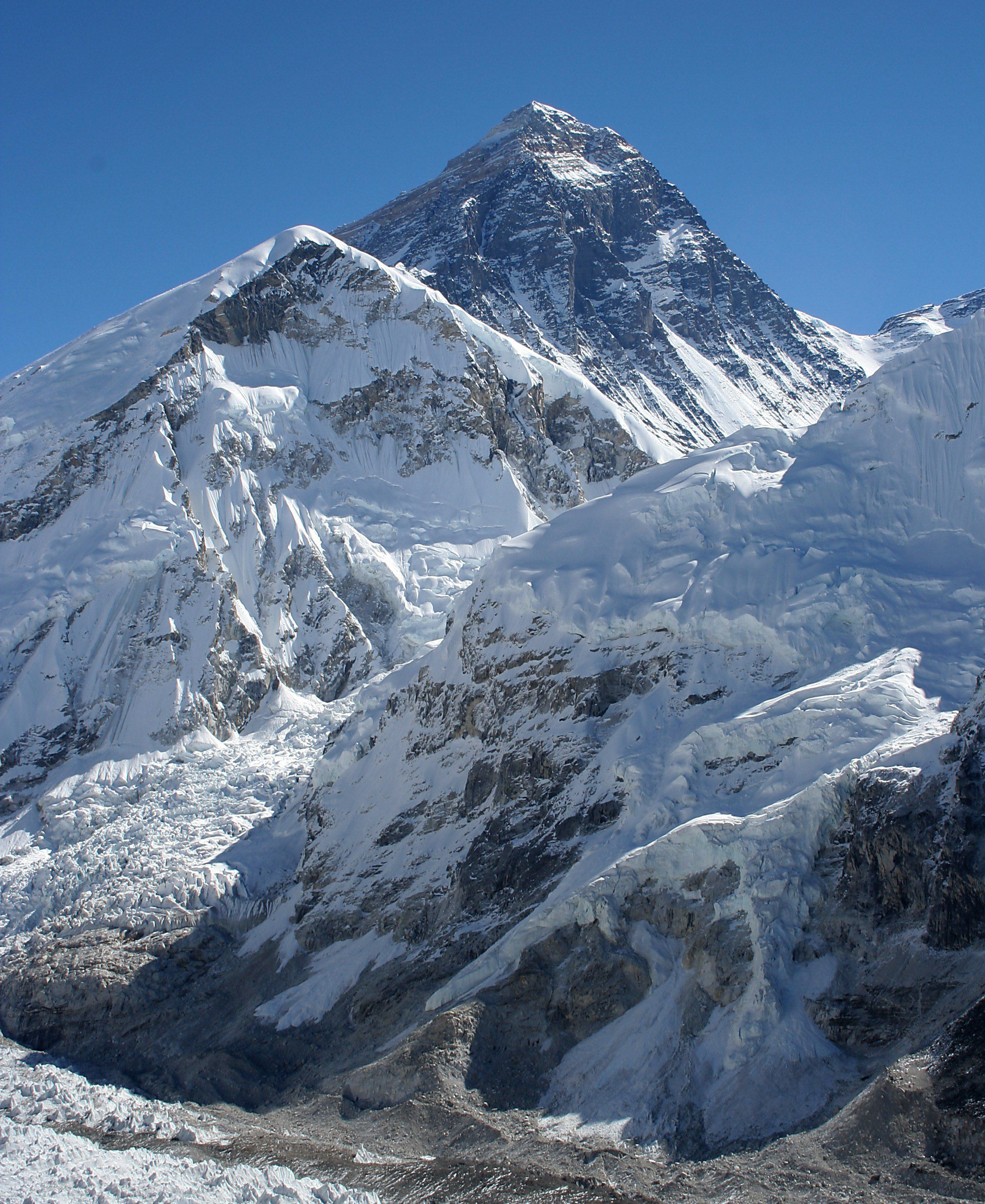
Mount Everest gezien vanaf Kala Patthar in Nepal

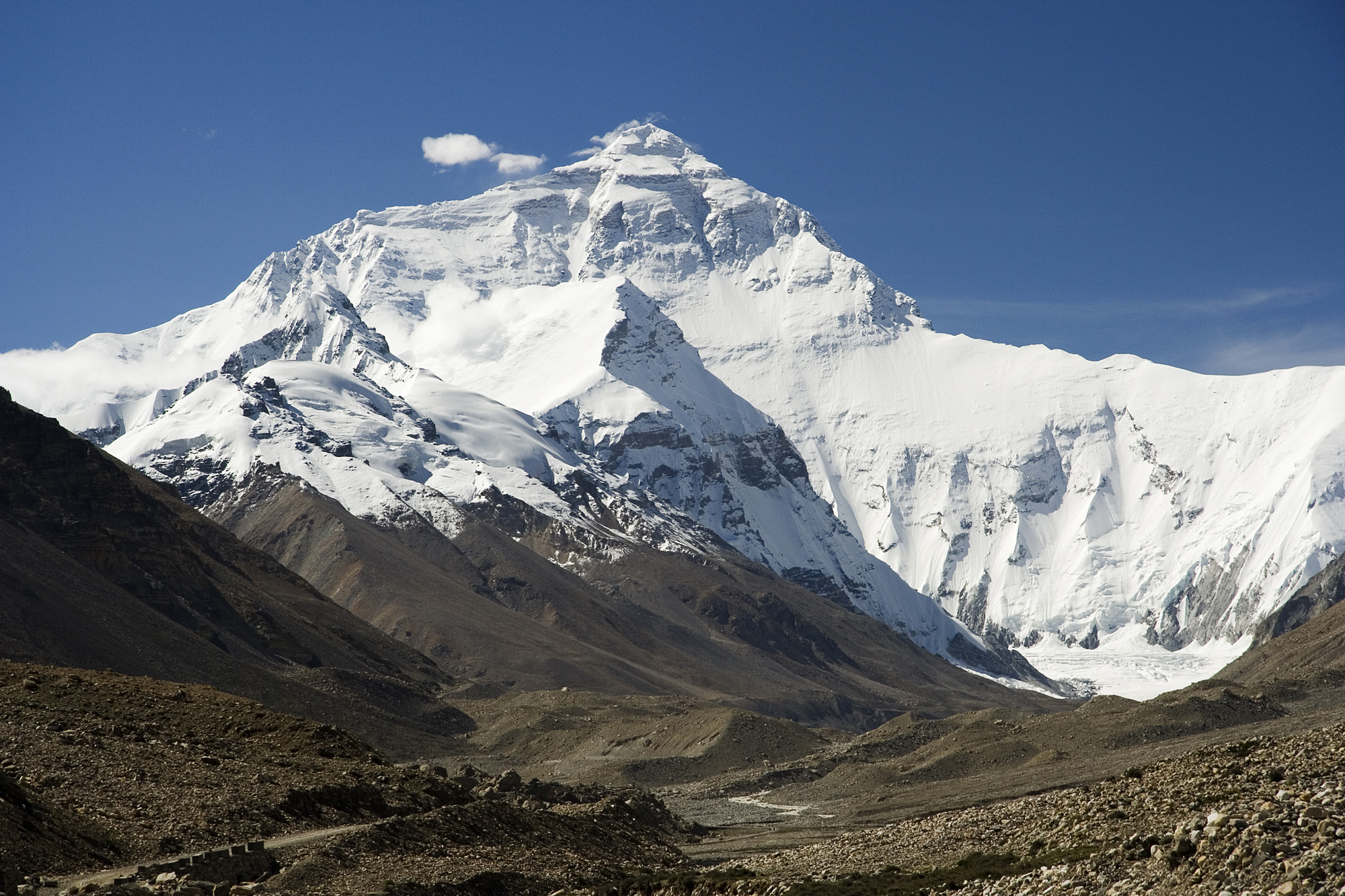
Gezicht op de noordflank vanaf het pad naar het basiskamp in Tibet

Everest 3D

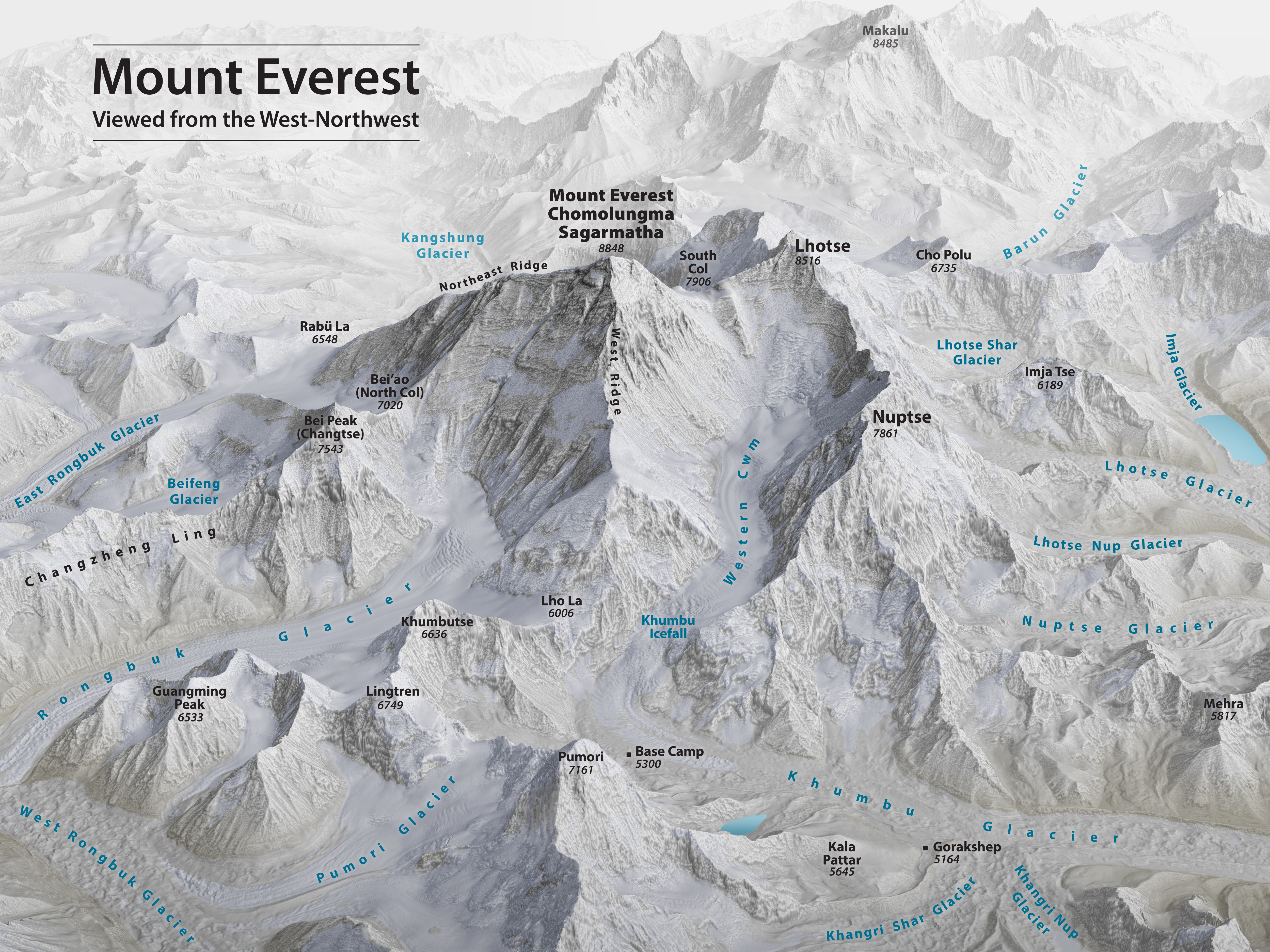
3D-weergave vanuit het west-noordwesten

Mount Everest (Nepalees: Sagarmatha, Tibetaans: Chomolungma, Standaardmandarijn: Zhūmùlǎngmǎ Fēng) is de hoogste berg ter wereld. De berg is 8848,86 meter hoog en ligt in de Himalaya op de grens van Nepal en China (Tibet).
In de negentiende eeuw werd de toenmalige kolonie Brits-Indië in kaart gebracht bij de Great Trigonometrical Survey en in 1856 werd de hoogte vastgesteld. De Britten konden toen niet bij de berg komen, maar berekenden door driehoeksmeting vanaf 150 kilometer afstand de hoogte en zaten er maar acht meter naast.
Het dak van de wereld trekt ervaren alpinisten aan, maar ook beginnende klimmers die grote sommen geld willen betalen om de top te bereiken. Everest heeft een ingewikkelde en zware weg naar de top, maar in vergelijking met andere achtduizenders is het een relatief eenvoudige beklimming. Toch kent de beklimming genoeg gevaren, zoals hoogteziekte en barre weersomstandigheden. Tot en met 31 december 2024 hebben in totaal 7120 beklimmers de top bereikt. Mount Everest vormt een belangrijke bron van inkomsten voor China en Nepal. De kosten voor de verplichte vergunningen voor het beklimmen van de berg kunnen oplopen tot € 25.000. In december 2017 werd bekendgemaakt dat soloklimmers, blinden en alpinisten zonder benen Mount Everest niet meer mogen beklimmen vanwege de veiligheidsrisico's, en iedere buitenlander moet vergezeld zijn van een Nepalese gids. Echter is deze wet begin 2018 weer opgeheven. De wet zou discriminerend zijn voor mensen met een lichamelijke beperking.

## Benaming van de berg
De naam Mount Everest, waaronder de berg bekend is, werd in 1857 als Mont Everest gepresenteerd door Andrew Scott Waugh. Nadat hij had vastgesteld dat de berg de hoogste van 'India' was, en waarschijnlijk de hoogste ter wereld, besloot hij de berg te vernoemen naar zijn voorganger George Everest (uitgesproken als 'ief-rest', niet 'evve-rest'). Tevoren stond deze piek bij de landmeters van de Survey of India bekend als Peak XV, top nummer 15. Verwijzend naar Everests wens om bergen aan te duiden met hun plaatselijke namen, presenteerde Waugh de nieuwe naam als een placeholder, een voorlopige naam in afwachting van een gelegenheid om in Nepal de berg te benaderen. George Everest maakte bezwaar, omdat er voor de voorgestelde naam geen transcriptie in het Hindi bestond.
In het Nepalees heet de berg Sagarmatha (een hemelgodin). In het Tibetaans heet de berg (afhankelijk van de transcriptie) Chomolungma, Qomolangma of Qomolungma (Moedergodin der Aarde). Het Chinees volgt een transliteratie van de Tibetaanse naam: Zhūmùlǎngmǎ Fēng (珠穆朗玛峰). Dit wordt soms vereenvoudigd tot Shèngmǔ Fēng (圣母峰, Berg van de Moedergodin). De naam "Mount Everest" heeft niettemin internationaal postgevat. Naast deze namen heeft de berg ook de bijnaam dak van de wereld, die overigens ook wel gebruikt wordt om het Tibetaans plateau aan te duiden. Dit is de hoogste hoogvlakte ter wereld en wordt begrensd door enkele van de hoogste bergen ter wereld, waaronder Mount Everest.

## Hoogte
Een Amerikaanse meting, waarbij gps-apparatuur op de top werd geplaatst, kwam in mei 1999 uit op een hoogte van 8850 meter. Een Chinese expeditie, die met ultramoderne meetapparatuur was uitgerust, kwam op 22 mei 2005 tot de conclusie dat de top, zonder sneeuw- en ijsbedekking, 8844,43 meter met een foutmarge van 21 centimeter hoog is.
In april 2010 kwamen China en Nepal overeen de hoogte van de Mount Everest officieel als 8848,86 meter te erkennen. Tot dan hadden China en Nepal verschillende interpretaties hoe de hoogte te definiëren: volgens China telde alleen de hoogte van het gesteente, volgens Nepal moest de hoogte van de sneeuwlaag erbij geteld worden. Na de aardbeving van 2015 was onduidelijk of de top nog dezelfde hoogte had. In 2019 deden Chinese en Nepalese teams nieuwe, en enigszins verschillende metingen. De kwestie werd bijgelegd rondom het staatsbezoek van de Chinese president Xi Jinping aan Nepal in oktober 2019. Besloten werd gezamenlijk een nieuwe meting te doen. In 2021 werd bekendgemaakt dat de top officieel 8848,86 meter hoog is.
Men dient er bedacht op te zijn dat de hoogte van de Mount Everest geen statisch gegeven is. Door tektonische bewegingen in de aardkorst vindt voortdurend opheffing en daling plaats. Een flinke aardbeving in dit gebied bijvoorbeeld kan de bergtop enkele decimeters laten stijgen of dalen. Een andere oorzaak waardoor uitkomsten verschillen, is het gebruik van verschillende modellen van de aarde en daarmee de nulhoogte ten opzichte waarvan gemeten wordt.
Hoewel er geen andere bergtop is met een grotere afstand tot het zeeniveau, is de top van de Mount Everest níet het verst van de kern van de aarde gelegen punt. Doordat de aarde aan de polen afgeplat is en aan de evenaar uitdijt, is de straal van de aarde op de evenaar 21 kilometer groter dan aan de polen. De Chimborazo, die bijna op de evenaar ligt, neemt daardoor met 6384 km vanaf het middelpunt van de aarde een koppositie in, tegen 6382 km voor Mount Everest. Zou men de hoogte meten vanaf de voet van de berg, dan is de Mauna Kea de hoogste berg op aarde, met een hoogte van 10.203 meter.

## Beklimmingen (records)
Inmiddels is Everest door meer dan 7120 (december 2024) mensen beklommen. Enkele bijzondere beklimmingen worden hieronder vermeld. Routine is het nog steeds niet: de mortaliteit van een toppoging ligt rond de 5%. Meer dan tweehonderd mensen zijn omgekomen bij een poging de top te bereiken. Van een onbekend aantal van hen is het lichaam nooit teruggevonden of geborgen.
Beklimmers vertrekken meestal uit het dorp Lukla op een kleine 3000 meter hoogte. Er is daar dankzij de inspanningen van Edmund Hillary sinds 1964 een vliegveldje: luchthaven Lukla. Destijds vertrokken de meeste expedities vanuit Kathmandu. De aanleg van het vliegveld verminderde de te voet af te leggen route tussen vertrekpunt en basiskamp aanzienlijk. Voor die tijd konden expedities nog maanden in beslag nemen. Vanaf Lukla is het mogelijk in ongeveer een week het basiskamp te bereiken. Wegens de extreem korte en steile startbaan heeft de luchthaven de reputatie van een van de gevaarlijkste ter wereld. Tijdens de moesson is ze soms wekenlang onbereikbaar voor vliegverkeer.
- 1924 - Het is mogelijk dat George Mallory en Andrew Irvine de top reeds in het jaar 1924 bereikten. Men heeft hen namelijk nog enkele honderden meters onder de top gezien. Ze keerden echter nimmer terug. Mallory's lichaam werd pas in 1999 gevonden bij een verlaten Chinees bergkamp. Vermoed wordt dat de twee de top niet hebben gehaald.
- 1953 - De eersten die de Everest beklommen en levend terugkwamen waren de Nieuw-Zeelander Edmund Hillary en sherpa Tenzing Norgay. Zij bereikten op 29 mei 1953 de top met hulp van een zuurstofapparaat, dat was voorzien van een ventiel dat tevens paste op de door een eerdere Zwitserse expeditie achtergelaten zuurstofflessen.
- 1975 - De eerste vrouwen van Japanse afkomst beklimmen de Mount Everest via de zuidpas. De groep van 15 vrouwelijke klimmers wordt geleid door Eiko Hisano en op 16 mei bereikt Junko Tabei als eerste vrouw én als eerste Japanse de top.
- 1978 - Reinhold Messner uit Zuid-Tirol en Peter Habeler uit Oostenrijk waren op 8 mei 1978 de eersten die erin slaagden de top te bereiken zonder een zuurstofapparaat. Deze prestatie verbaasde veel fysiologen. Tot dan werd een beklimming zonder supplementaire zuurstof niet voor mogelijk gehouden.
- 1980 - Reinhold Messner was ook de eerste die erin slaagde de Mount Everest solo te beklimmen. Dat was op 20 augustus 1980. Ook hij maakte geen gebruik van extra zuurstof.
- 1988 - Tom Whittaker mist zijn rechtervoet, maar wist met een kunstvoet op 27 mei 1988 toch de top van de berg te bereiken.
- 1988 - Pierre Tardivel in september 1992 en Jean Marc Boivin op 2 september 1988 waren de eersten om van de top naar beneden te skiën en met een parapente naar beneden te gaan.
- 1990 - Rudy Van Snick bereikte op 10 mei 1990 als eerste Belgische bergbeklimmer de top van Mount Everest.
- 1990 - René de Bos was op 7 oktober 1990 de eerste Nederlander die voet op de top van de berg zette. De klimmer Bart Vos claimde hiervoor op 8 oktober 1984 als eerste Nederlander de top te hebben gehaald. Er wordt echter getwijfeld aan zijn relaas, omdat hij geen bewijzen kan tonen. Een onderzoekscommissie, die zijn claim in eerste instantie had toegekend op basis van het principe dat een klimmer op zijn woord geloofd wordt tenzij er tegenbewijzen zijn, heeft deze conclusie later na andere getuigenverklaringen nadrukkelijk herroepen.
- 1992 - Ingrid Baeyens bereikte als eerste Belgische vrouw de top op 12 mei 1992.
- 1999 - De eerste Nederlandse vrouw die de top van de Mount Everest bereikte, is Katja Staartjes.
- 1999 - De hoogste Belgische beklimming vanuit China, zonder extra zuurstof en zonder sherpa-ondersteuning, gebeurde op 16 mei 1999 door Luc Fontyn en Jean-Marc Monterisi. Ze haalden een hoogte van 8250 meter en daalden beiden veilig af.
- 1999 - De eerste Belg die vanuit China de top bereikte was Pascal Debrouwer. Deze prestatie leverde hij op 18 mei 1999. Tijdens de afdaling is Debrouwer weggegleden en dodelijk verongelukt, waarschijnlijk wegens oververmoeidheid. Het is niet exact bekend waar zijn lichaam ligt, alleen dat het ergens op zo'n 8000 meter hoogte moet zijn.
- 2000 - Frits Vrijlandt bereikte op 17 mei 2000 als eerste Nederlander de top van de Mount Everest via de Noordgraat.
- 2002 - Hans van der Meulen bereikte in 2002 als eerste Nederlander de top zonder gebruik te maken van een zuurstofapparaat. Hoewel hij geen enkel bewijs heeft, geen foto's van boven het hoogste tentenkamp heeft, helemaal alleen op de berg was en het weer zeer slecht was wordt er over het algemeen niet getwijfeld aan zijn prestatie. Ook niet door Wilco van Rooijen, die deel uitmaakte van de expeditie van Hans van der Meulen maar zelf niet de top wist te bereiken.
- 2004 - Wilco van Rooijen was op 20 mei 2004 de eerste Nederlander die erin slaagde de top te bereiken zonder een zuurstofapparaat maar met getuigen, foto's en video-opnamen. Van het door Wilco geleide team bereikten alleen Wilco en zijn sherpa Dawa de top. Het plan om van de top af te dalen met een parapente mislukte doordat de parapente tijdens een storm was weggewaaid. Het was zijn tweede expeditie naar de Mount Everest.
- 2005 - De Franse helikopterbouwer Eurocopter bereikte op 14 mei 2005 voor het eerst met een helikopter de top van de Mount Everest. Het record werd bevestigd door de FAI. De piloten hebben op de terugweg op verzoek van de autoriteiten vanuit het basiskamp enkele klimmers in nood opgepikt.[13]
- 2007 - Rob Baber heeft het hoogste telefoongesprek ooit gevoerd. De man belde in half bevroren toestand zijn vrouw en kinderen vanaf de top van de Mount Everest. 'Hallo? Hallo! Het is geweldig, ik kan mijn voeten niet voelen!' waren zijn eerste woorden. Baber kon het uitzonderlijke belletje doen, doordat China onlangs een nieuw hightech basisstation had geplaatst. Het gesprek had wel wat omhanden: door de extreme kou en wind op 8849 meter moest de batterij van de mobiele telefoon op het lichaam van Baber worden vastgeplakt om niet kapot te vriezen. Ook het gebruik van een handset was gevaarlijk doordat Baber hiervoor zijn zuurstofmasker moest afzetten. Sponsor Motorola heeft het vastgelegd. Om het gesprekje te bewijzen, maakte Baber eerst een oproep naar een voicemail. Na de twee telefoongesprekjes pikte de klimmer in zijn recordreeks ook nog het hoogst gemaakte sms'je ooit mee.
- 2013 - Op 23 mei verbrak een 80-jarige Japanner het record oudste beklimmer van de Mount Everest. Yuichiro Miura stond voor de derde keer op de top.[14]
- 2014 - Op 24 mei bereikte Malavath Purna de top. Zij was toen 13 jaar en 11 maanden oud.
- In 2015 heeft niemand de top bereikt. Dit houdt verband met lawines op de Mount Everest ten gevolge van de aardbeving in Nepal op 25 april 2015.
- In mei 2019 waagden 300 mensen de tocht naar de top. Daardoor ontstond vlak onder de top een file van ongekende omvang. In een week tijd overleden elf mensen wegens de ijzige temperaturen en lage zuurstofgraad.

## De zone des doods
Over het algemeen wordt elk gebied boven de 8000 meter vanwege het gebrek aan zuurstof in de lucht aangeduid als zone des doods. Zo is de atmosferische druk op de top van de Mount Everest maar een derde van die op zeeniveau, waardoor slechts 33% van de normale hoeveelheid zuurstof beschikbaar is.

### Zuurstof
In mei 2007 ondernam de Caudwell Xtreme Everest een medische studie van de zuurstofwaarden in menselijk bloed op extreme hoogte. Meer dan 200 vrijwilligers klommen naar het basiskamp van de Mount Everest, waar ze onderworpen werden aan verschillende medische testen om de hoeveelheid zuurstof in hun bloed te onderzoeken. Een klein team voerde eveneens testen uit tijdens de beklimming van de top.
Zelfs in het basiskamp had het lage gehalte aan zuurstof in de lucht een direct effect op de zuurstofwaarden in het bloed. Op zeeniveau bevinden deze waarden zich gewoonlijk op 98% tot 99%, maar in het basiskamp vielen ze terug naar waarden tussen 85% en 87%. Op de top genomen bloedmonsters toonden nog lagere zuurstofwaarden. Een gevolg van lagere zuurstofwaarden is een versnelde ademhaling (van 20-30 tot 80-90 ademhalingen per minuut), die op haar beurt weer fysieke uitputting tot gevolg heeft. Andere gevolgen kunnen verminderde redenerings- en beoordelingsvermogens zijn.
De meeste expedities die de Mount Everest willen beklimmen maken dan ook gebruik van zuurstof uit flessen. Vooral tijdens de eerste beklimmingen was het gebruik van flessenlucht 'not done'. George Mallory, een pionier die betrokken was bij de eerste pogingen de berg te beklimmen, vond het aanvankelijk niet horen bij de 'sportmanmentaliteit' die een bergbeklimmer moest hebben. Later kwam hij hierop terug en onderkende dat het voor hem onmogelijk zou zijn de top te bereiken zonder zuurstofflessen. Vanaf dat moment tot hij in 1924 verongelukte bij zijn poging de top te bereiken gebruikte hij zuurstofflessen. Toen Tenzing en Hillary in 1953 als eersten de top bereikten, gebruikten zij ook ademluchttoestellen. Reinhold Messner was de eerste klimmer om met deze traditie te breken en behaalde in 1978 als eerste klimmer zonder perslucht de top.

### Temperatuur
Ook door de temperatuur is de zone des doods van de Mount Everest voor klimmers aanmerkelijk moeilijker te overleven dan die van andere bergen. De temperaturen kunnen dalen tot zeer lage waarden, wat resulteert in de bevriezing van alle onbeschermde delen van het lichaam. Doordat de temperaturen zo laag zijn, is de sneeuw in sommige gebieden bevroren, wat weer aanleiding kan geven tot dodelijke uitschuivers en valpartijen. Ook de sterke winden zijn een potentieel gevaar voor de klimmers.

### Klimaat
| Maand                                                  | jan  | feb  | mrt  | apr  | mei  | jun  | jul  | aug  | sep  | okt  | nov  | dec  | Jaar  |
| ------------------------------------------------------ | ---- | ---- | ---- | ---- | ---- | ---- | ---- | ---- | ---- | ---- | ---- | ---- | ----- |
| Gemiddelde temperatuur (°C)                            | −9,1 | −7,9 | −4,7 | −0,7 | 3,1  | 7,2  | 8,4  | 7,9  | 5,9  | 0,4  | −4,3 | −6,9 | −0,1  |
|                                                        |      |      |      |      |      |      |      |      |      |      |      |      |       |
| Neerslag (mm)                                          | 7,8  | 12,6 | 15,3 | 18,1 | 20,1 | 51,3 | 86,1 | 96,1 | 40,5 | 24,1 | 5,3  | 8,8  | 386,1 |
| Zonuren (uur/dag)                                      | 7    | 7    | 7    | 8    | 7    | 6    | 4    | 4    | 5    | 6    | 7    | 7    | 6,2   |
| Regendagen (dag)                                       | 3    | 3,1  | 3,9  | 4,5  | 10   | 16,5 | 22,7 | 22,8 | 15,7 | 4,9  | 2,3  | 1,8  | 111,2 |
| Relatieve luchtvochtigheid (%)                         | 47,5 | 49,7 | 52,5 | 56   | 58,9 | 65,1 | 72   | 73,8 | 67,8 | 58,5 | 52   | 47,5 | 58,5  |
| Bron: (en) Weatherbase (geraadpleegd op 21 maart 2015) |      |      |      |      |      |      |      |      |      |      |      |      |       |

## Flora en fauna
Euophrys omnisuperstes, een kleine zwarte springspin, is aangetroffen tot op een hoogte van 6700 meter en is daarmee waarschijnlijk het hoogst aangetroffen niet-microscopische dier dat permanent op grote hoogte voorkomt. Het schuilt in spleten en voedt zich waarschijnlijk met bevroren insecten die daarheen  zijn geblazen door de wind. Opgemerkt moet worden dat er een hoge waarschijnlijkheid van microscopisch leven is op nog grotere hoogte.
Vogels, zoals de Indische gans, zijn vliegend boven de hooggelegen gebieden van de berg waargenomen, terwijl andere, zoals de alpenkraai, zijn waargenomen zo hoog als de Zuid Col op 7920 meter, op zoek naar voedsel, mogelijk zelfs lijken die daar zijn achtergelaten tijdens eerdere klimexpedities.
Er is een mos dat groeit op 6480 meter op de Mount Everest. Het is misschien de hoogst voorkomende plantensoort.

## Vuilnis
In de loop der jaren zijn er grote hoeveelheden vuilnis, zoals feces, voedselresten, afgedankt klimmateriaal en zelfs lijken, op de berg achtergebleven. De noodzaak tot het opruimen hiervan krijgt steeds meer aandacht.